# Верховный суд Ганы
Верховный суд Ганы (англ. Supreme Court of Ghana) — высшая судебная инстанция Республики Гана. Деятельность регулируется Конституцией Ганы1992 года, гарантирующей разделение властей и независимость суда.

## Основание
Верховный суд британской колонии Золотой берег был учреждён в 1876 году. Вышестоящей судебной инстанцией в 1928—1957 годах являлся Апелляционный суд Западной Африки. Должность главного судьи Золотого берега с 1876 по 1956 год занимали британские юристы.
В первые годы независимой Ганы высшая судебная инстанция по статусу и функциям сохраняла преемственность от колониального периода и наследовала британские правовые традиции. Первым главным судьёй Верховного суда Ганы был Кобина Арку Корса, получивший юридическое образование в Лондоне.

## Политико-юридическая история
В 1963 году судья Арку Корса был — в нарушение Конституции — отстранён от должности президентом Кваме Нкрумой. Причиной стало оправдание судом подозреваемых в покушении на главу государства. Был установлен порядок фактического назначения судей главой государства. Судебная система контролировалась правящей Народной партии конвента.
24 февраля 1966 года президент Нкрума был свергнут в результате военного переворота. Пришедший к власти Национальный совет освобождения (NLC) во главе с генералом Джозефом Анкрой изменил структуру судебной власти. Был принят специальный закон о службе юстиции. Расширились полномочия нижестоящих инстанций. Судьи назначались NLC по рекомендации специальной Комиссии юридической службы. Политический смысл реформы заключался в переориентации судебной системы с социалистических установок времён Нкрумы на прозападный буржуазный курс. Председателем Верховного суда в 1966—1970 годах был Эдвард Акуфо-Аддо (будущий «церемониальный президент» 1970—1972 годов).
В 1972 году в Гане вновь произошёл военный переворот. Власть перешла к Совету национального спасения полковника (впоследствии генерала) Игнатиуса Ачеампонга (в значительной степени восстановившего политические установки Нкрумы). Действие Конституции было приостановлено и в этой связи прекращена деятельность Верховного суда. Та же ситуация сохранялась при президентстве Фреда Акуффо. Функции Верховного суда были переданы в Апелляционный суд Ганы.
Военный переворот капитана Джерри Ролингса привёл в 1979 году к восстановлению гражданского правления. Принятая Конституция восстановила статус и полномочия Верховного суда. Переворот 31 декабря 1981 года, вновь приведший к власти Ролингса во главе Временного совета национальной обороны, не в принципе не изменил это положение, но дополнил судебную систему общественными трибуналами, разбиравшими дела о злоупотреблениях властью и коррупции. Главные судьи того периода поддерживали политический курс президента Ролингса.
После Ролингса, при президенте Куфуоре, Верховный суд Ганы возглавил Эдвард Виреду, известный как давний сторонник Ролингса и его политики. В 2003 году его сменил Джордж Кингсли Аква.
С 15 июня 2007 года главным судьёй Верховного суда Ганы является Джорджина Теодора Вуд, бывшая сотрудница полиции, расследовавшая преступления, связанные с наркобизнесом (первая в истории Ганы женщина на таком посту). При вступлении в должность она заявила, что видит свою задачу в «обеспечении нравственности во имя свободы» и восстановлении доверия к судебной системе, подорванного ростом преступности.

## Статус и полномочия
Правовая система Ганы строится на основе англосаксонской правовой модели. Согласно Конституции 1992 года, принятой при президенте Ролингсе в порядке учреждения Четвёртой республики, судебная власть Ганы независима от президента и парламента. Главой судебной власти является главный судья Верховного суда. Кроме него, в Верховном суде состоят не менее девяти судей (в настоящее время орган состоит из 14 судей). В исключительной компетенции Верховного суда состоят все вопросы, связанные с толкованием Конституции и иных актов законодательной и исполнительной власти. Также Верховный суд Ганы осуществляет надзор за деятельностью всех нижестоящих судов и принимает к рассмотрению апелляции на их вердикты. Особо выделяется задача обеспечения прав и свобод граждан.